# 루돌피눔

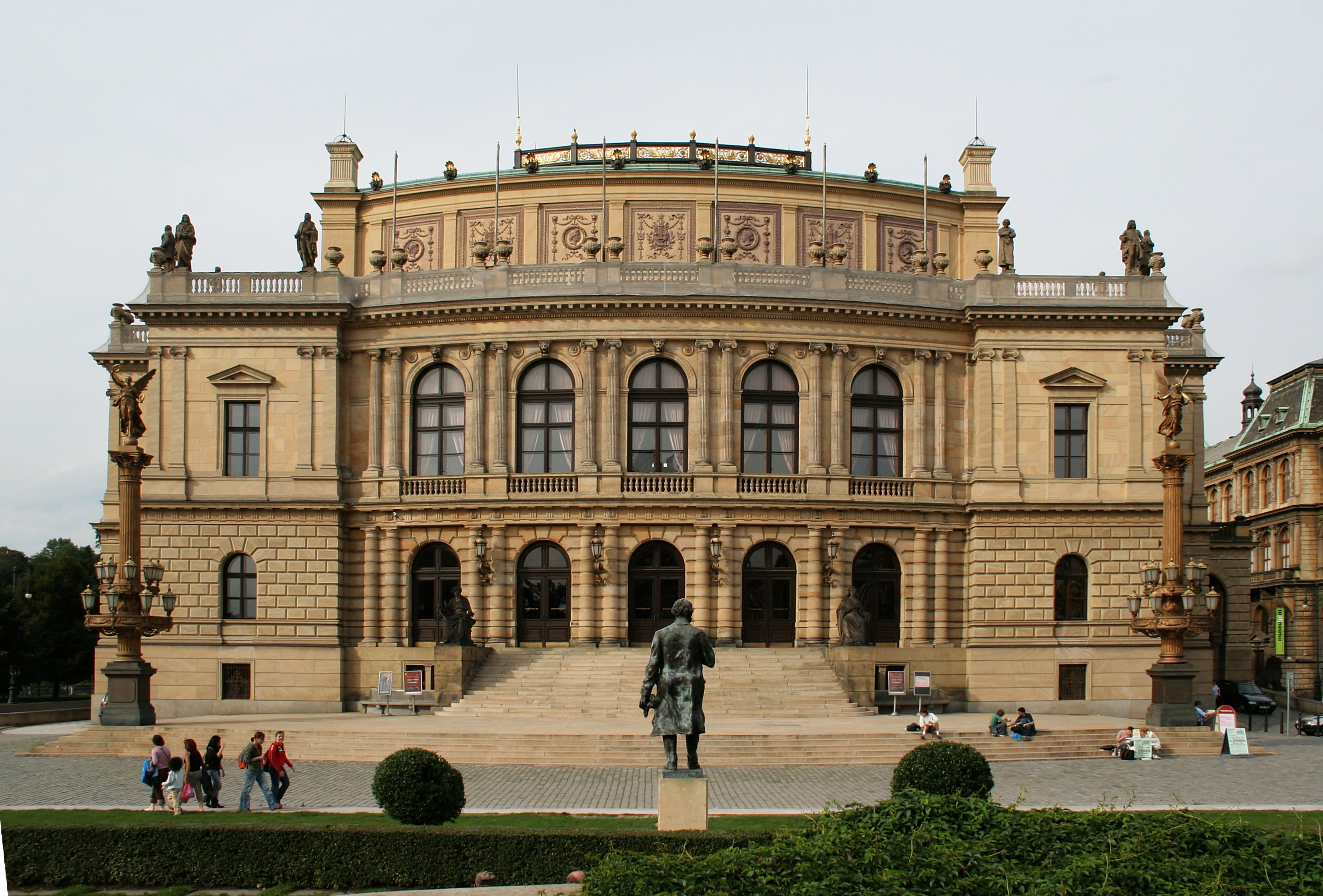
루돌피눔

루돌피눔(체코어: Rudolfinum)은 체코 프라하 스타레메스토 얀 팔라흐 광장에 있는 음악당이다.